# Трамбулл (Коннектикут)
Трамбулл (англ. Trumbull) — місто (англ. town) в США, в окрузі Ферфілд штату Коннектикут. Населення — 36 827 осіб (2020).

## Демографія
Згідно з переписом 2010 року, у місті мешкало 36 018 осіб у 12 725 домогосподарствах у складі 9928 родин. Було 13157 помешкань
Расовий склад населення:
| - 90,0 % — білих - 4,4 % — азіатів - 3,1 % — чорних або афроамериканців - 0,1 % — корінних американців - 1,1 % — осіб інших рас |

До двох чи більше рас належало 1,3 %. Частка іспаномовних становила 5,7 % від усіх жителів.
За віковим діапазоном населення розподілялося таким чином: 25,7 % — особи молодші 18 років, 56,0 % — особи у віці 18—64 років, 18,3 % — особи у віці 65 років та старші. Медіана віку мешканця становила 43,9 року. На 100 осіб жіночої статі у місті припадало 92,6 чоловіків;  на 100 жінок у віці від 18 років та старших — 88,8 чоловіків також старших 18 років.
Середній дохід на одне домашнє господарство  становив 141 209 доларів США (медіана — 115 346), а середній дохід на одну сім'ю — 159 910 доларів (медіана — 132 188). Медіана доходів становила 91 433 долари для чоловіків та 66 542 долари для жінок. За межею бідності перебувало 1,9 % осіб, у тому числі 1,6 % дітей у віці до 18 років та 2,4 % осіб у віці 65 років та старших.
Цивільне працевлаштоване населення становило 17 601 особа. Основні галузі зайнятості: освіта, охорона здоров'я та соціальна допомога — 26,4 %, науковці, спеціалісти, менеджери — 14,8 %, фінанси, страхування та нерухомість — 11,3 %, роздрібна торгівля — 10,0 %.